# 滑川インターチェンジ
滑川インターチェンジ（なめりかわインターチェンジ）は、富山県滑川市金屋にある北陸自動車道のインターチェンジである。

## 歴史
- 1980年（昭和55年）12月19日 - 富山IC - 滑川IC間の開通に伴い[5][6]、供用開始[1][2][3]。
- 1983年（昭和58年）12月13日 - 滑川IC - 朝日ICが開通[1][6][7]。

## 道路
- E8 北陸自動車道（24番）

直接接続
- 富山県道51号蓑輪滑川インター線

間接接続
- 富山県道3号富山立山魚津線
- 国道8号

## 料金所
- ブース数：5

### 入口
- ブース数：2
  - ETC専用：1
  - ETC・一般：1

### 出口
- ブース数：3
  - ETC専用：2
  - 一般：1 （うち 自動精算機 1）

## 周辺
- あいの風とやま鉄道・富山地方鉄道 滑川駅
- あいの風とやま鉄道 東滑川駅
- 道の駅ウェーブパークなめりかわ・ほたるいかミュージアム
- 滑川市立博物館

## 滑川バスストップ
IC内にある高速バス停留所。2006年（平成18年）12月27日運用開始。

### 停車路線
路線詳細は富山地方鉄道#高速・特急バスを参照のこと。
- 富山 - 東京（池袋駅・バスタ新宿）：富山地方鉄道・西武バスの共同運行
- 富山 - 新潟（万代シテイバスセンター）：富山地方鉄道・新潟交通の共同運行

## 隣
E8 北陸自動車道
(23)立山IC - (23-1)上市スマートIC - (24)滑川IC - 有磯海SA - (25)魚津IC